# 李琛 (1963年)
李琛（1963年9月—），男，中华人民共和国外交官，曾任中华人民共和国驻卡塔尔国特命全权大使。

## 生平
1985年，进入中华人民共和国外交部工作，先后在外交部西亚北非司、驻叙利亚大使馆、驻约旦大使馆、驻巴勒斯坦民族权力机构办事处任职。2002年，任驻约旦大使馆参赞。2005年，任驻埃及大使馆公使衔参赞。2008年，任外交部西亚北非司副司级干部，后升任副司长。2012年6月，出任中华人民共和国驻巴林大使。2015年5月，出任中华人民共和国驻卡塔尔大使。2019年6月，自驻卡塔尔大使离任，改任外交部亚非司正司级干部。9月，挂职宁夏回族自治区外事办公室主任。2022年，任外交部中阿合作论坛事务大使。